# Fritz Heiss
Fritz Heiss, seltener auch Fritz Heiß (* 17. August 1921 in Schwaz; † 22. März 2008 in Innsbruck), war ein österreichischer Industrieller.

## Leben
Fritz Heiss wurde am 17. August 1921 als Sohn eines Unternehmers in Schwaz geboren, wo er auch die Grundschule und das Humanistische Gymnasium besuchte. Seine Ausbildung zum Ingenieur, später Diplom-Ingenieur, erhielt Heiss in weiterer Folge auf Hochschulen in Deutschland. Nachdem er seinen Kriegsdienst im Zweiten Weltkrieg versehen hatte, begann er nach seiner Rückkehr in die Heimat im Jahre 1946 seine unternehmerische Laufbahn im väterlichen Betrieb, den Tirolia-Werken in Schwaz. Das Unternehmen spezialisierte sich vorrangig auf die Erzeugung von Herden und hatte zu diesem Zeitpunkt gerade einmal 20 Mitarbeiter. Nach dem Tod des Vaters im Jahre 1957 übernahm Fritz Heiss die Leitung der Tirolia-Werke und baute diese weiter zu einem erfolgreichen Industriebetrieb auf. So zählte Tirolia jahrzehntelang zu den Marktführern, etwa bei Gasherden, und beschäftigte in Spitzenzeiten um die 800 Mitarbeiter. Parallel zu dieser erfolgreichen Zeit fungierte Heiss zwischen 1969 und 1984 als Präsident der Tiroler Industriellenvereinigung und war in dieser Zeit auch Vizepräsident der österreichischen Industriellenvereinigung. Nachdem das Unternehmen in den 1980er Jahren in wirtschaftliche Schwierigkeiten gekommen war, wurde das Werk im Jahre 1985 von Elektra Bregenz übernommen.
Zeitlebens war Heiss Träger zahlreicher Auszeichnungen. So war er unter anderem Träger des Goldenen Ehrenzeichens für Verdienste um die Republik Österreich, des Ehrenzeichens des Landes Tirol, Ehrensenator der Leopold-Franzens-Universität Innsbruck, Ehrenbürger der Wirtschaftsuniversität Wien oder Ehrenringträger der Stadt Schwaz (1981). Später wurde er auch zum Ehrenpräsidenten der Industriellenvereinigung gewählt und trug den Berufstitel Kommerzialrat.
Am Abend des 13. Jänner 2008 wollte der 86-Jährige in seiner Villa in Vomp noch einmal die Kerzen auf dem Christbaum anzünden, als dieser explosionsartig in Flammen aufging. Heiss gelang es noch selbst den Christbaum auf die Terrasse zu befördern. Neben dem zum Teil völlig verkohlten und verrußten Wohnraum des Anwesens erlitt vor allem Heiss selbst großen Schaden. Laut Norbert Mutz, dem damaligen Leiter der intensivmedizinischen Abteilung und Direktor Univ.-Klinik für Allgemeine und Chirurgische Intensivmedizin an der Universität Innsbruck, war der Gesundheitszustand von Heiss, dessen Haut zu 15 bis 20 Prozent mit Verbrennungen zweiten und dritten Grades übersät war, sehr ernst. Am 22. März 2008, über zwei Monate nach dem Unfall, starb Heiss an den Folgen seiner Verletzungen. Der Sterbegottesdienst fand am 28. März 2008 in der Pfarrkirche Vomp statt; die Beisetzung erfolgte in weiterer Folge im engsten Familienkreis. Seine Frau Margit (* 15. Jänner 1922; † 17. Juli 2004; geborene Donhauser) war bereits über drei Jahre vor ihm gestorben.